# The Printmakers
The Printmakers ist ein Jazzalbum von Geri Allen. Die am 8. und 9. Februar 1984 in Stuttgart entstandenen Aufnahmen erschienen 1984 als Langspielplatte auf dem deutschen Label minor music (das Produzent Stephan Meyner aus diesem Anlass gründete). Die lange Zeit vergriffene CD, 1987 bei Minor Music erschienen, wurde von Polygram wiederveröffentlicht.

## Hintergrund
The Printmakers war Geri Allens Debütalbum als Bandleaderin. Begleitet wurde die Pianistin von dem Bassisten Anthony Cox und dem Schlagzeuger Andrew Cyrille.

## Titelliste
- Geri Allen Trio: The Printmakers (Minor Music 001 (LP), CD MM 8001)[1]

1. A Celebration of All Life 6:20
2. Eric (For Eric Dolphy) 5:29
3. Running As Fast As You Can...TGTH 3:10
4. M's Heart (In Memory Of Mrs. Barbara Jean Allen) 4:52
5. Printmakers (Altosaxophonistic Poetic Type Printmakers) 8:05
6. Andrew (For Andrew Cyrille) 4:24
7. When Kayuba Dances 6:48
8. D And V (For Daddy and Vernie) 1:55

Alle Kompositionen stammen von Geri Allen.

## Rezeption

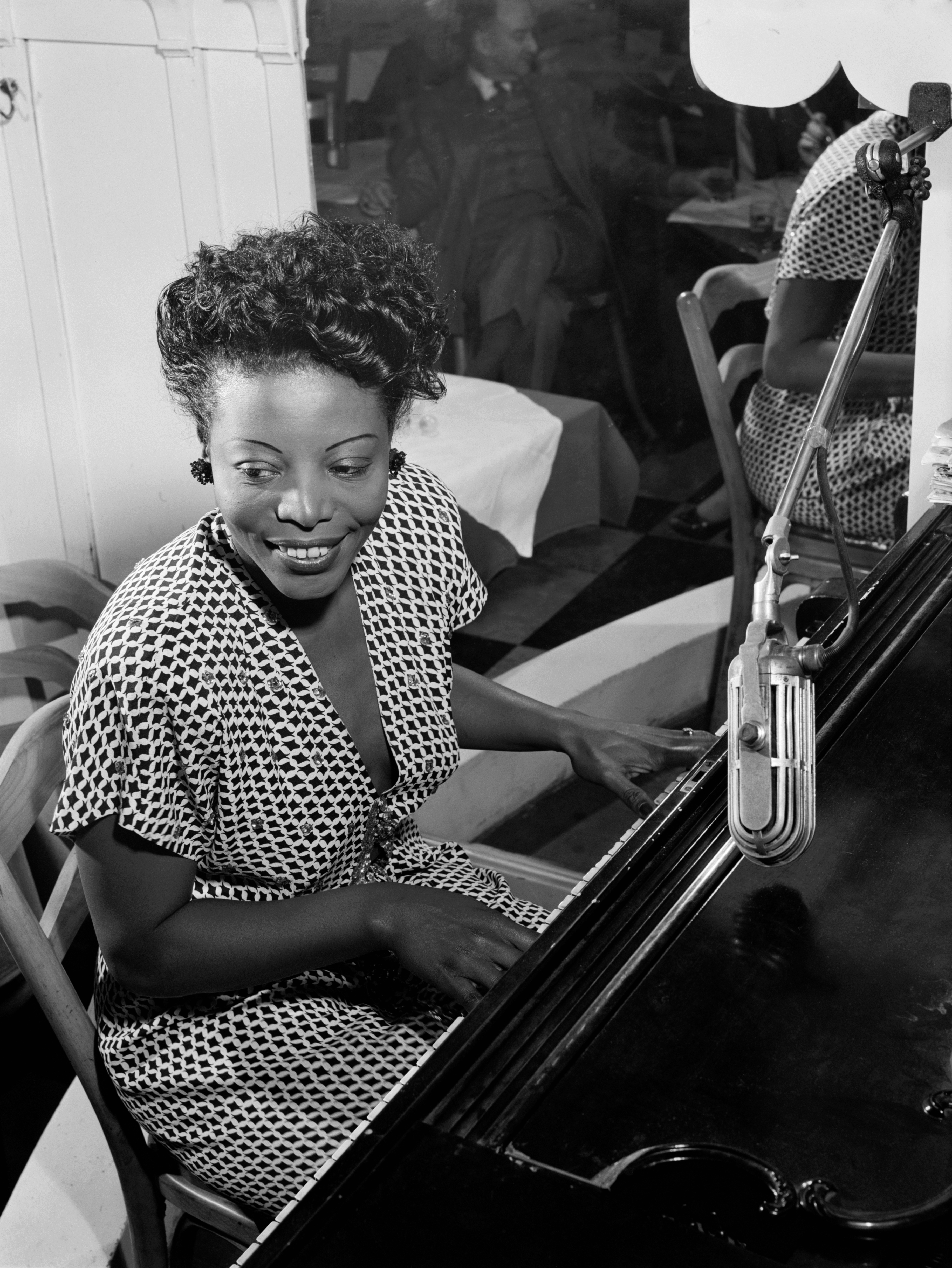
Mary Lou Williams, ca. 1946. Fotografie von William P. Gottlieb

Bei Erscheinen des Albums hieß es im Jazz Journal: „Hier haben wir noch eine talentierte Pianistin. Sie hat all diese Themen geschrieben und sie zeigen, dass sie eine ebenso versierte Komponistin ist.“ Ken Dryden verlieh dem Album in Allmusic viereinhalb Sterne und schrieb, Geri Allens Debüt von 1985 als Bandleaderin sei weit entfernt von ihren [späteren und] bekannteren Veröffentlichungen. Diese Session werde für diejenigen, die mit Geri Allens Mainstream-Arbeit vertraut sind, eine ohrenöffnende Erfahrung sein.
Richard Cook und Brian Morton schrieben in 1993 in der zweiten Auflage des Penguin Guide to Jazz, Geri Allen sei eine der individuellsten Pianisten der jüngeren Generation. Obwohl sie ursprünglich bei M-Base involviert war, habe sie sich ein breites stilistisches Spektrum erworben, das von Ellington, Bud Powell, Mary Lou Williams, Herbie Nichols bis Eric Dolphy und Cecil Taylor reiche. The Printmakers zeige die mehr avantgardistischen Elemente ihres Stils, und Cyrilles Anwesenheit erkläre sicherlich einen Teil davon. Es gebt kein Standardmaterial und obwohl Allen lyrisch spiele und das Feuer durchgehend zurückhalte, sei es ein seltsam stacheliges Set, das Hörer bestürzen könne, die zuerst ihre spätere Arbeit mit Charlie Haden und Paul Motian [von 1987 bis 1990] gehört haben.
Rick Simpson schrieb in London Jazz News, The Printmakers sei ein unglaubliches und wichtiges Album in der Jazzgeschichte. Der Autor äußerte seine völlige Bewunderung für ihre Spielweise, die „nicht gelehrt werden kann, die von ihr geschaffene Klangwelt sei nur schwer fassbar“. Es sei von Anfang an klar, dass dies keine Jazzpianistin ist, die einen kodifizierten, akademisch anmutenden Ansatz verfolge, meint Simpspon. Vielmehr erschaffe sie ihre eigene Welt, die sich auf Duke Ellington, Thelonious Monk und Andrew Hill stütze, indem sie die Sprache des Jazzpianos nehme und sie durch ein Prisma breche. „Es ist alles da, die Zeit, der Klang, die Ideen, aber sie gehören ganz ihr.“ Für ein Debütalbum sei The Printmakers verblüffend. Allen wirke in ihrem Spiel sicher, präsent, frisch, voller Persönlichkeit und erscheine als voll ausgebildete Pianistin und musikalische Persönlichkeit in der Szene. Wenn es eine Platte gebe, die mit ihrem musikalischen Erbe vertraut mache, dann sei dieses Debüt ein guter Anfang.
Anastasia Tsioulcas (National Public Radio) bezeichnete das Album als „eine dichte, einfallsreiche Triosession“. Ethan Iverson meinte, „auf Geri Allens erstem Album, The Printmakers von 1984, wurde die Zukunft vorhergesagt. Es klingt wie eine Veröffentlichung, die gestern von einem modernen Umfragesieger gemacht wurde, außer dass sie reicher und tiefer mit der Tradition verbunden ist.“ stichwortartig ging Iverson auf die einzelnen Stücke ein:

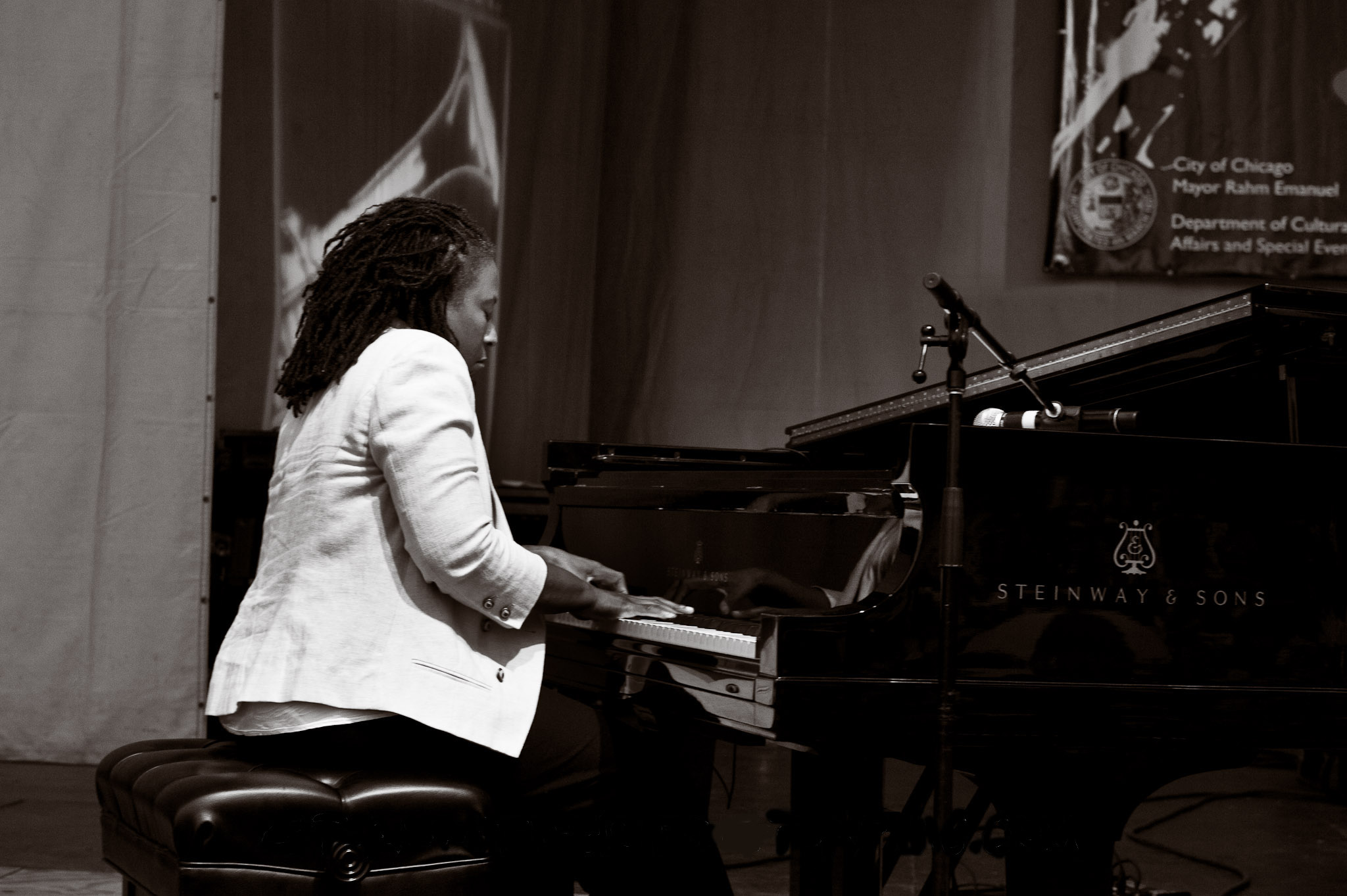
Geri Allen bei einem Konzert mit Andrew Cyrille, Reggie Workman und Oliver Lake 2011

„A Celebration of All Life“ = wilde Vamps.
„Eric“ = surrealer Walzer.
„Running As Fast As You Can… tgth“ = Beispiellose Form, Melodie und Improvisation nur für Bass und Schlagzeug, bevor sie alles wieder mit Klavier machen.
„M’s Heart“ = solo Gospel.
„Printmakers“ = Boogie und Swing.
„Andrew“ = Coll’arco-Bass und Timpani verdoppeln die Melodie.
„When Kabuya Dances“ = Freude.
„D and V“ = Choraler Schluss.
Jordannah Elizabeth (Jazz Right Now) schrieb in ihrem Nachruf auf die Pianistin, The Printmakers sei seiner Zeit voraus gewesen und das Album klinge im Jahr 2017 nicht nur aufgrund seiner knackigen Produktion, perkussiven Kreativität und Fantasie aktuell und relevant, sondern schaffe auch eine Verbindung mit Allens Persönlichkeit, ihrer Wesensart. Ihre Musik läuft nicht, sie spricht. Ihr vom Free Jazz geprägter Stil sei bei den offenen Improvisation nicht abgehackt, rigoros und aggressiv, aber strahle ihr intuitives Zeitgefühl aus, das ihre musikalische Vision der Welt als ein musikalisches Gespräch zeige.
Michael J. West schrieb in JazzTimes, bei ihrem Debüt mache Geri Allen erst fast zur Hälfte des sechsminütigen Openers ein Geräusch. Sobald sie jedoch „A Celebration of All Life“ betritt, spiele sie so herzlich und einladend wie möglich. Es sei auch eine Feier afrikanischer Rhythmen, bei der die Pianistin Anthony Cox auf dem berauschenden Bassvamp des Songs verdoppele. Sie spiele auch ziemlich häufig Vamps mit der rechten Hand, mit Variationen (oft unpassende) des 4/4-taktigen Rollens der linken Hand. Die Musik neige zur Avantgarde, sei aber in seinem wesentlichen Charakter zutiefst westafrikanisch. Trotzdem greife Allen für die Polyrhythmen tief in die Tasche und halte das Tempo strikt in Bewegung; wenn die Harmonien stabil und zugänglich sind, bieten sie gelegentlich auch Hinweise auf etwas Abstrakteres.